# Jonni Future
Jonni Future, il cui vero nome è Jonni Ray, è un personaggio dei fumetti dell'universo America's Best Comics, creato da Steve Moore e Art Adams e apparso per la prima volta su Tom Strong's Terrific Tales n. 1 nel gennaio 2002. Il personaggio e le storie di Jonni Future sono un amalgama di John Carter di Marte, Capitan Futuro, Adam Strange, Buck Rogers e Barbarella, con la differenza (eccetto Barbarella) costituita dal fatto che si tratta di una ragazza invece dello stereotipo dell'eroe maschio.

## Biografia del personaggio
Jonni è la nipote dell'eroe Johnny Future, già membro degli America's Best e alleato di eroi come Tom Strong e Promethea, e successivamente deceduto; un giorno eredita la vecchia villa dello zio e lì incontra Jermaal, un ghepardo umanoide. Questi narra alla sconvolta ragazza che i "racconti di fantascienza" pubblicati dallo zio sulla rivista Startling Stories erano in realtà la fedele cronaca delle sue avventure nel lontano futuro. Grazie a un portale temporale situato nella vecchia villa lo zio era in grado di raggiungere il Crepusculum, un lontanissimo futuro (miliardi di anni dal presente) in cui il Sistema Solare è vicino al collasso e molti pianeti si sono già disgregati. Jonni eredita l'equipaggiamento dello zio, la sua bio-astronave (il Celacanto) e la sua missione di difendere l'ordine e la giustizia. Da quel momento intraprende la carriera di eroina con Jermaal che le fa da spalla. Molte trame delle sue avventure giocano sul rovesciamento di ruoli fra "intrepido eroe spaziale" (alla Flash Gordon) e "damigella in pericolo" (con Jonni che spesso si alterna in entrambe le parti). Una sottotrama riguarda la forte attrazione fisica che l'umanoide felino Jermaal prova per la sua "padrona" e che tuttavia, vergognandosene, tenta a tutti i costi di tenere celata.

## Apparizioni
- Tom Strong's Terrific Tales nn. 1-12 (agosto 1999 - febbraio 2002)
- ABC 64-Page Special nn. 1-2 (ottobre 2005 - marzo 2006)